# USS Wisconsin (BB-64)
La USS Wisconsin (BB-64), seconda nave americana ad essere chiamata con questo nome, è una nave da battaglia della classe Iowa, nota anche con il soprannome "Wisky". Fu costruita nel cantiere navale di Filadelfia e varata il 7 dicembre 1943, il giorno del secondo anniversario dell'attacco di Pearl Harbor, sponsorizzata da Margaret Goodland, moglie di Walter S. Goodland, l'allora governatore del Wisconsin.
Durante la seconda guerra mondiale, la Wisconsin fu impegnata nell'Oceano Pacifico, dove bombardò delle fortificazioni giapponesi e protesse le portaerei statunitensi. Nella guerra di Corea, la nave bombardò gli obiettivi nordcoreani in supporto alle operazioni delle Nazioni Unite e della Corea del Sud. Al termine della guerra, fu dismessa nella flotta di riserva della United States Navy, ma fu riattivata trent'anni dopo, il 1º agosto 1986, per far parte del piano denominato "Marina delle 600 navi" e, tra il gennaio e il febbraio del 1991, partecipò all'Operazione "tempesta nel deserto", che fu parte della guerra del Golfo.
La Wisconsin fu ulteriormente dismessa nel settembre del 1991, dopo aver guadagnato sei battle stars per i suoi servizi nella seconda guerra mondiale e nella guerra di Corea ed una Navy Unit Commendation per i servizi nella guerra del Golfo. Il 17 marzo 2006, la nave fu eliminata dal Naval Vessel Register, l'inventario delle navi appartenenti alla United States Navy, e il 14 dicembre 2009 fu donata per un uso permanente come nave-museo alla città di Norfolk, in Virginia. Dal 15 aprile 2010, la Wisconsin appartiene a quella città.

## Costruzione

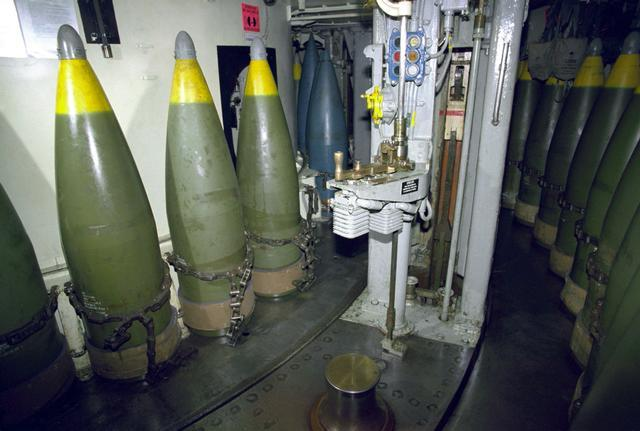
Munizioni per i cannoni da 16

Nel 1938, l'Ufficio di costruzione e riparazione della United States Navy progettò la Wisconsin come parte integrante della classe di corazzate veloci Iowa. Dopo l'impostazione della chiglia, avvenuta nel 1941, la nave fu varata il 7 dicembre 1943 ed ebbe come madrina la moglie dell'allora governatore dello stato del Wisconsin. All'entrata in servizio, ne assunse il comando il retroammiraglio Earl E. Stone.
L'armamento principale della Wisconsin consisteva in nove cannoni di calibro 16''/50 Mark 7 con la possibilità di scagliare proiettili perforanti di 1200 kg ad una distanza massima di 37 km, mentre quello secondario era formato da venti cannoni di calibro 5''/38 Mark 12 in dieci torri binate capaci di sparare ad obiettivi lontani 15 km. Quest'ultima serie di cannoni serviva soprattutto per la difesa aerea, anche se in seguito questo compito fu svolto principalmente da una serie di Oerlikon da 20 mm e Bofors da 40 mm. Nel 1986, quando la Wisconsin fu riattivata, queste furono rimosse e sostituite da quattro sistemi anti-missile Phalanx CIWS, da Armored Box Launchers e da Quad Cell Launchers, in grado di sparare rispettivamente i missili Tomahawk e Harpoon. La Wisconsin e la nave gemella Missouri furono dotate di una paratia trasversale più spessa di 368 mm, rispetto ai 287 mm delle prime due navi della stessa classe (Iowa e New Jersey).
La costruzione della Wisconsin ebbe inizio dopo quella della Missouri, nonostante la sua chiglia sia stata messa dopo la Missouri, è stata comunque commissionata prima della data di messa in servizio della Missouri e fu terminata anche prima di quest'ultima. La Iowa e la Wisconsin furono definitivamente eliminate dal registro navale statunitense il 17 marzo 2006, rendendole le ultime navi da guerra della seconda guerra mondiale ad essere su una lista navale nel mondo.

## Storia

### Seconda guerra mondiale

#### Servizio nella terza flotta

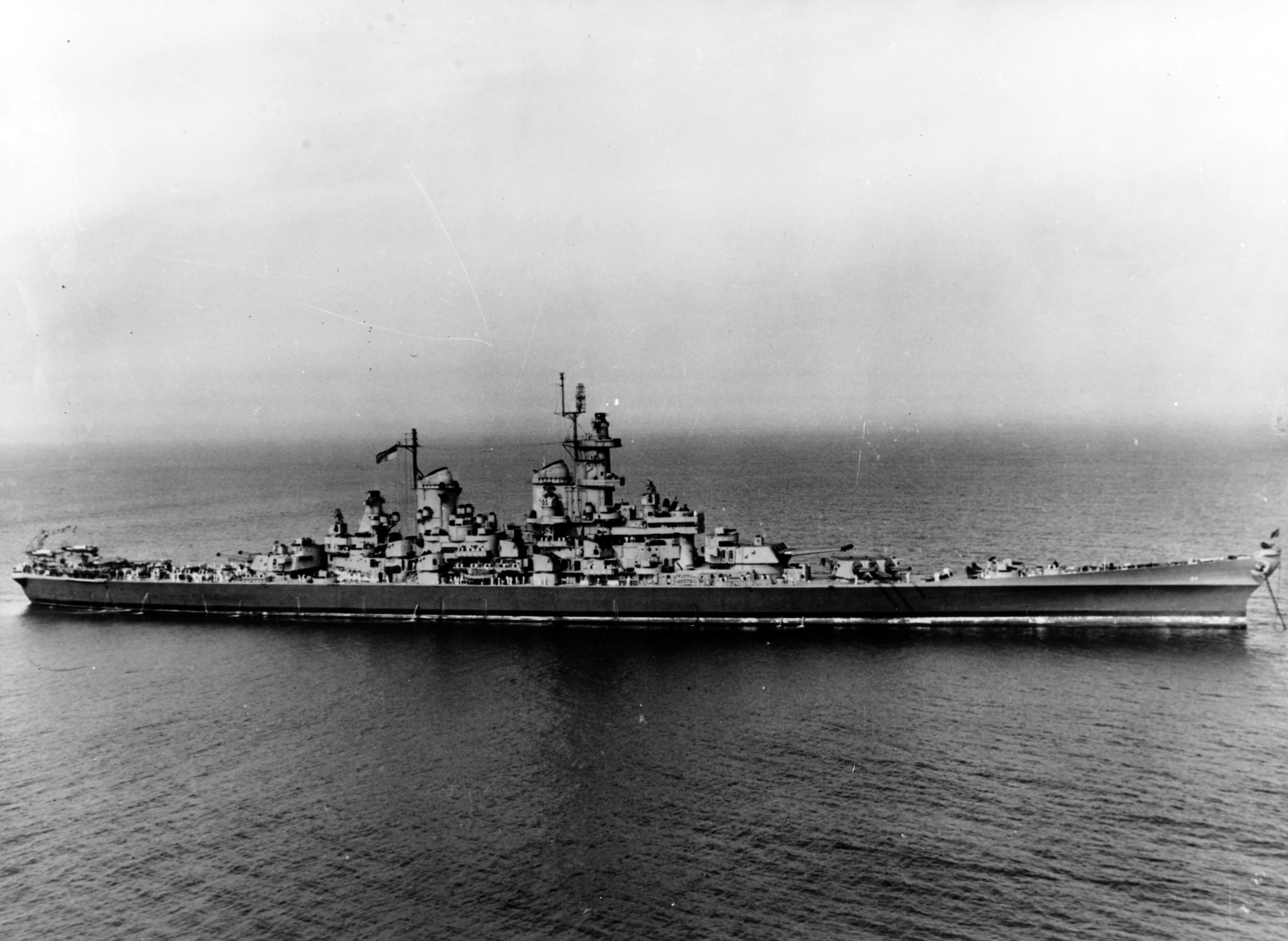
La Wisconsin durante le sue prime prove in mare nel 1944.

Dopo le prove in mare e l'addestramento iniziale nella baia di Chesapeake, la Wisconsin lasciò Norfolk il 7 luglio 1944 per salpare verso le Indie occidentali britanniche. In seguito al suo shakedown (svolto fuori Trinidad), ritornò poi al cantiere del costruttore per effettuare alcune modifiche e riparazioni.

Il 24 settembre 1944 la Wisconsin navigò verso la West Coast, attraversò il canale di Panama ed entrò a servizio della United States Pacific Fleet il 2 ottobre dello stesso anno. Dopo la corazzata si spostò nelle acque hawaiane per le esercitazioni, per poi dirigersi verso le Isole Caroline. Una volta raggiunte le Isole Caroline, precisamente a Ulithi, la Wisconsin il 9 dicembre 1944 entrò ufficialmente a far parte della United States Third Fleet capitanata dall'ammiraglio William Halsey.

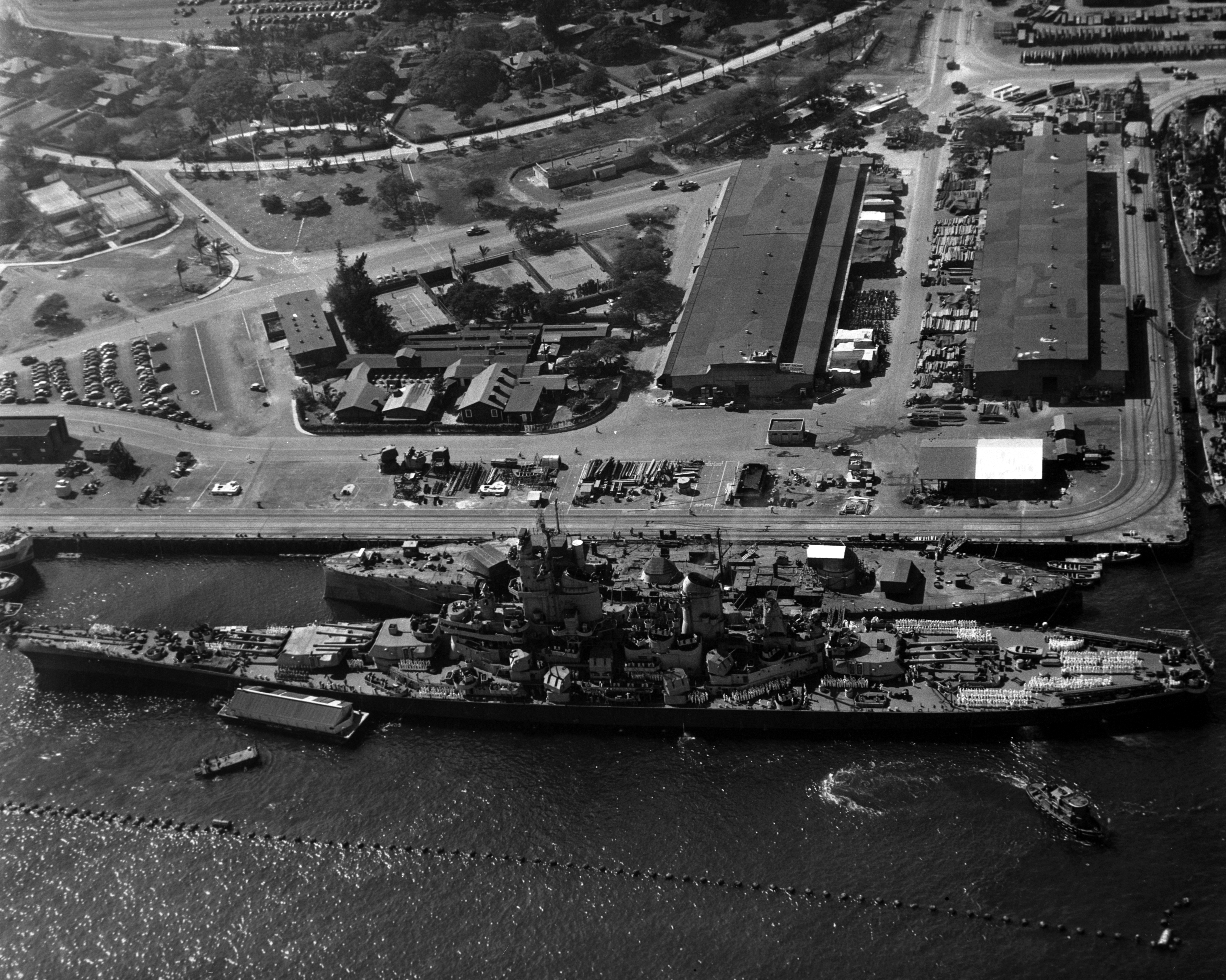
Nel novembre 1944, la Wisconsin si legò a fianco della USS Oklahoma a Pearl Harbor, prima della sua partenza per unirsi alla United States Third Fleet.

A causa del tempo necessario per costruirla, la Wisconsin arrivò tardi nel suolo giapponese visto che l'offensiva statunitense si trovava già ad un buon punto, essendo arrivata in un momento in cui la riconquista delle Filippine era già in atto. Come parte di questo movimento, i progettisti avevano previsto sbarchi sulla costa sud-occidentale di Mindoro, a sud di Luzon. A quel punto, le forze americane avrebbero potuto minacciare le rotte marittime giapponesi attraverso il Mar Cinese Meridionale. In preparazione dell'imminente invasione di Mindoro, la Wisconsin ebbe l'incarico di difendere la Task Force Fast Carrier (TF-38) della terza flotta statunitense, mentre erano già in corso dei bombardamenti aerei a Manila per indebolire le linee giapponesi.
Il 18 dicembre 1944, le navi della TF-38 inaspettatamente si ritrovarono all'interno del Tifone Cobra. La flotta perse tre navi e tante altre rimasero gravemente danneggiate: sopravvissero alla tragedia sei portaerei leggere, otto corazzate, quindici incrociatori e una cinquantina di cacciatorpediniere. In quel periodo, la flotta si trovava a circa 480 km ad est di Luzon nel mare delle Filippine. Le portaerei avevano appena completato tre giorni di pesanti raid aerei contro gli aeroporti giapponesi, distrussero gli aerei nemici durante le operazioni anfibie americane contro Mindoro nelle Filippine. Il 17 dicembre 1944, la Task Force incontrò il capitano Jasper T. Acuff e il suo gruppo di rifornimento al fine di rifornire di carburante tutte le navi della Task Force e sostituire gli aerei perduti. Sebbene il mare diventasse sempre più tempestoso durante il giorno, la vicina perturbazione ciclonica diede relativamente pochi avvertimenti sul suo avvicinamento. Il piccolo ma violento tifone raggiunse la Task Force nel momento in cui tante navi stavano cercando di fare rifornimento. Le navi della flotta furono colte di sorpresa vicino al centro della tempesta e furono urtate da mari estremi e da venti intensi dell'uragano. Tre cacciatorpediniere, la Hull, la Monaghan e la Spence si capovolsero e affondarono con quasi tutto il loro equipaggio, mentre un incrociatore, cinque portaerei e tre cacciatorpediniere subirono ingenti danni. Circa 790 marinai rimasero uccisi e tanti altri andarono persi, mentre 80 rimasero feriti. Il tifone fece scoppiare degli incendi su tre portaerei, circa 146 aerei furono persi o danneggiati. La Wisconsin riferì di due marinai feriti a causa del tifone, dimostrò la sua navigabilità quando riuscì a sfuggire illesa alla tempesta.
La successiva operazione della Wisconsin doveva contribuire all'occupazione di Luzon. Le forze anfibie americane aggirarono le spiagge meridionali e sbarcarono sul golfo di Lingayen, simile allo scenario di quasi tre anni prima che vide i giapponesi fare degli assalti per conquistare Luzon.
La Wisconsin, armata con pesanti batterie antiaeree, fece da scorta per le portaerei della TF-38 durante gli attacchi aerei contro Formosa e le isole Ryūkyū per neutralizzare le forze giapponesi e supportare le operazioni alleate in corso nel golfo di Lingayen. Questi attacchi costanti, durati dal 3 fino al 22 gennaio 1945, attraversarono anche il Mar Cinese Meridionale, nella speranza che le principali navi della Marina imperiale giapponese potessero essere trascinate in battaglia.
Il 12 gennaio 1944 la scorta delle portaerei effettuò diversi bombardamenti aerei tra Saigon e la baia di Cam Ranh nella Indocina francese, causando gravi perdite per il fronte giapponese. Gli aerei da guerra della TF-38 affondarono 41 navi e danneggiarono pesantemente le banchine, le aree di stoccaggio e le strutture aeronautiche locali. Formosa fu colpita già il 3-4 gennaio, ma fu nuovamente attaccata il 9, il 15 e il 21 gennaio 1944. Durante tutto gennaio, la Wisconsin aveva protetto le portaerei americane mentre effettuavano bombardamenti aerei a Hong Kong, Canton, Hainan, alle raffinerie petrolifere di Canton, alla base navale di Hong Kong ed infine nella prefettura di Okinawa.

#### Servizio nella quinta flotta
La Wisconsin fu assegnata alla United States Fifth Fleet quando l'ammiraglio Raymond Spruance sostituì Halsey come comandante della flotta. Navigò verso nord con la ridesignata Task Force Fast Carrier (TF-58) mentre le portaerei si dirigevano verso Tokyo. Il 16 febbraio 1944 la Task Force si avvicinò alla costa giapponese coperta dalle condizioni meteorologiche avverse in modo da cogliere di sorpresa i nemici. Di conseguenza, la Wisconsin e altre navi abbatterono 322 aerei nemici e ne distrussero altri 177 sulla terraferma. Anche la navigazione giapponese, sia navale che mercantile, subì gravi danni così come gli hangar e le installazioni aeree.
Il 17 febbraio 1944 la Wisconsin e la Task Force si spostarono a Iwo Jima per fornire supporto agli sbarchi previsti per il 19 febbraio. Ripassarono nuovamente a Tokyo il 25 febbraio e bombardarono l'isola di Hachino al largo della costa di Honshū il giorno successivo, con conseguenti danni alle strutture della cittadina locale, inoltre gli aerei americani affondarono cinque piccole navi e distrussero 158 aerei nemici.

La Wisconsin e la Task Force si distinsero particolarmente per le azioni compiute a Ulithi il 14 marzo 1944, per poi dirigersi verso il Giappone. La missione di quel gruppo era quella di eliminare la resistenza aerea giapponese in modo da coprire le unità americane fuori Okinawa. Le navi della flotta nemica si trovavano a Kure e a Kōbe, a sud di Honshū, il morale dei marinai giapponesi stava vacillando sotto il fuoco costante dei colpi esplosivi da parte degli aviatori della TF-58. Il 18 e 19 marzo, in un punto a 160 km a sud di Kyūshū, la Task Force bombardò gli aeroporti nemici sull'isola; la contraerea americana non riuscì a contrastare un attacco sferrato alla portaerei Franklin, la quale subì danni molto gravi. Nel pomeriggio del 19 marzo la Wisconsin e la Task Force si ritirarono da Kyūshū.

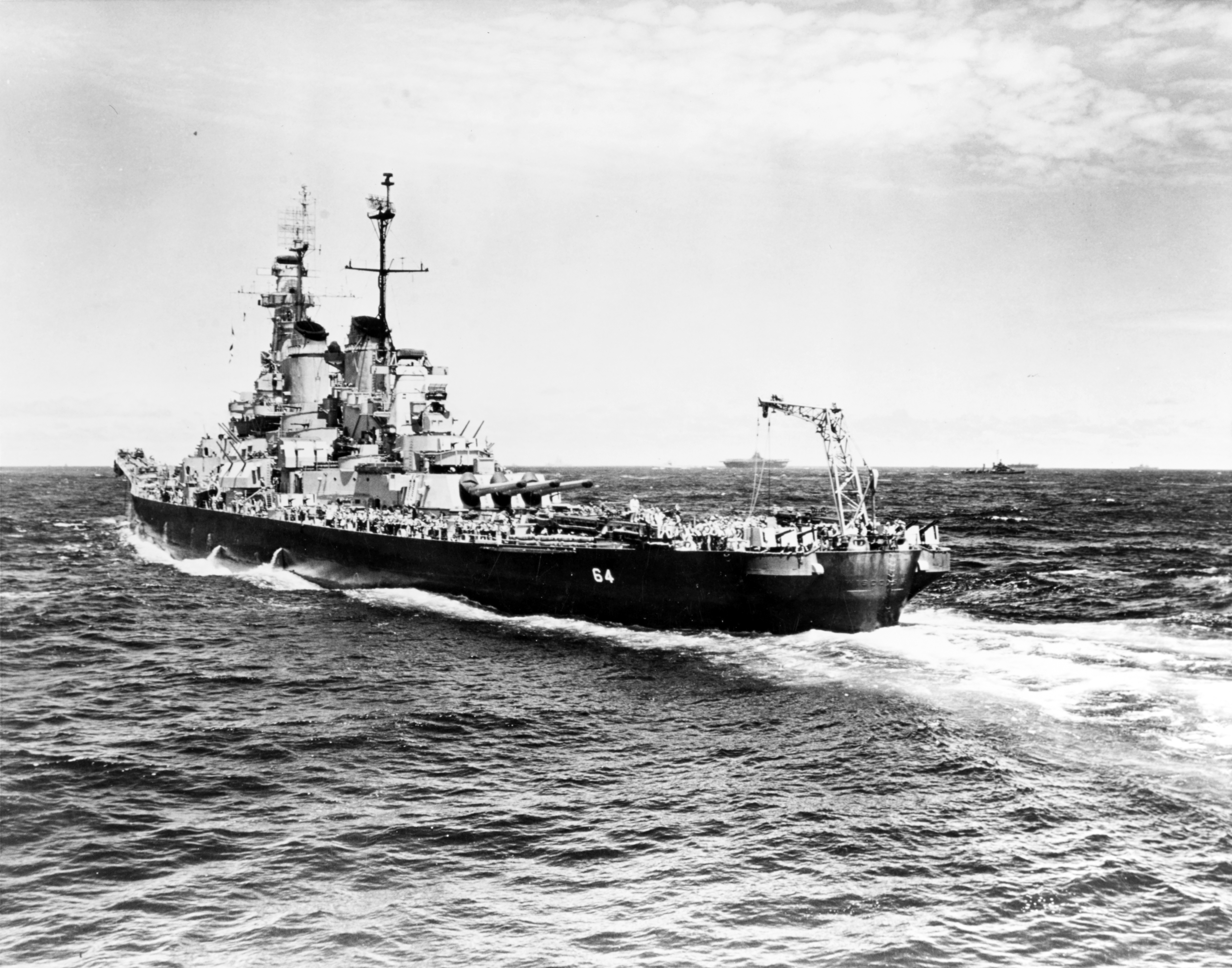
La Wisconsin mentre scortava le portaerei della classe Essex nell'Oceano Pacifico durante la seconda guerra mondiale. La gru a poppa fu utilizzata per recuperare gli aerei da ricognizione decollati dalla Wisconsin.

Il 24 marzo 1944, la Wisconsin fece un addestramento con i suoi cannoni calibro 16" sugli obiettivi terrestri a Okinawa. La Wisconsin, insieme ad altre corrazzate della TF-58, distrusse alcune installazioni giapponesi in preparazione degli sbarchi. La resistenza giapponese, anche se feroce, era destinata al fallimento a causa della continua diminuzione del numero di aerei disponibili e piloti addestrati.
Mentre gli aerei della TF-58 erano impegnati contro la Yamato e le sue scorte, gli aerei giapponesi attaccarono le unità di superficie americane. Una combat air patrol abbatté 15 aerei giapponesi, mentre le cannonate delle navi ne abbatterono altri tre, ma non prima che un attacco kamikaze penetrasse la formazione aerea facendola schiantare sul ponte di volo della portaerei Hancock. L'11 aprile 1944 i giapponesi sferrarono altri attacchi kamikaze, ma grazie ad alcune manovre drastiche e forti raffiche di colpi gli americani riuscirono a salvare la Task Force. Durante la combat air patrol furono abbattuti 17 aerei nemici, mentre con i cannoni delle navi ne furono abbattuti altri 12. Il giorno dopo fu sferrato un attacco pesante formato da 151 aerei giapponesi per attaccare la Task Force, ma la Wisconsin e altre navi tennero a bada i piloti kamikaze distruggendoli prima che potessero raggiungere i loro obiettivi. Nei giorni a seguire, gli attacchi kamikaze giapponesi riuscirono a schiantarsi contro tre portaerei (la Intrepid, la Bunker Hill e la Enterprise).
Il 4 giugno 1944 un tifone attraversò la flotta. La Wisconsin ne uscì illesa, ma meno fortunati furono tre incrociatori, due portaerei e un cacciatorpediniere che subirono ingenti danni. Le operazioni offensive ripresero l'8 giugno con un assalto aereo finale su Kyūshū. La risposta aerea giapponese fu praticamente inesistente; 29 aerei furono localizzati e subito dopo distrutti. Nello stesso giorno, uno degli idrovolanti della Wisconsin salvò la vita di un pilota abbattuto della portaerei Shangri-La.

#### Bombardamento navale del Giappone
La Wisconsin alla fine fu mandata nel golfo di Leyte per poi gettare l'ancora il 13 giugno 1945 per effettuare varie riparazioni e rifornimenti. Tre settimane dopo, il 1º luglio, la corazzata e la sua scorta salparono nuovamente verso le acque territoriali giapponesi in modo da sferrare attacchi aerei dalla portaerei nel cuore del Giappone. Nei nove giorni successivi, gli aerei della TF-38 avevano distrutto 72 aerei nemici a terra e distrussero alcune fabbriche industriali nella zona di Tokyo. La Wisconsin e le altre navi non provarono nemmeno a nascondere la posizione della loro flotta, vista la debole reazione da parte del Giappone alla loro presenza.
Il 16 luglio 1945 la Wisconsin fece fuoco con i suoi cannoni calibro 16" da 406 mm sulle acciaierie e raffinerie petrolifere di Muroran, situata nella regione dell'Hokkaido. Due giorni dopo distrusse alcuni impianti industriali nella provincia di Hitachi, sulla costa di Honshū, a nord-est da Tokyo. Anche le corrazzate inglesi della British Pacific Fleet contribuirono al bombardamento navale. A quel punto della guerra, le corrazzate alleate come la Wisconsin furono in grado di bombardare il suolo giapponese senza problemi.
Gli aerei della TF-38 successivamente bombardarono la base navale di Yokosuka e misero fuori combattimento l'ex nave ammiraglia Nagato, una delle due corazzate che erano ancora rimaste nella flotta giapponese. Durante i mesi di luglio e agosto, gli aviatori dell'ammiraglio Halsey perlustrarono il Giappone afflitto dalla distruzione, l'ultima visita fu il 13 agosto 1945 a Tokyo. Due giorni dopo, i giapponesi si sarebbero arresi ponendo fine alla seconda guerra mondiale.
La Wisconsin, come parte delle forze occupanti, arrivò a Tokyo il 5 settembre 1945, tre giorni dopo la resa incondizionata avvenuta a bordo della corazzata Missouri. Durante la breve carriera della Wisconsin nella seconda guerra mondiale, essa percorse circa 170 km dalla messa in servizio, abbatté tre aerei nemici, supportò alcune navi alleate nell'affondamento di navi nemiche in quattro diverse occasioni e rifornì i suoi cacciatorpediniere in circa 250 occasioni.

#### Secondo dopoguerra
Il 22 settembre 1945 la Wisconsin giunse a Okinawa, in preparazione dell'Operazione Magic Carpet, per imbarcarsi verso la propria patria trasportando i soldati, i marinai e i marines per allontanarli dai fronti del Pacifico. La partenza fu il 23 settembre, la Wisconsin raggiunse Pearl Harbor il 4 ottobre, rimase ormeggiata lì per cinque giorni prima di riprendere il viaggio verso la West Coast. Raggiunse San Francisco il 15 ottobre.
Dirigendosi verso la East Coast, agli inizi del 1946, la Wisconsin transitò sul canale di Panama dall'11 al 13 gennaio per poi raggiungere Hampton Roads in Virginia il 18 gennaio. Dopo aver navigato verso sud a Cuba, precisamente nella baia di Guantánamo, la corazzata entrò nel Norfolk Naval Shipyard per la revisione. Dopo aver eseguito le riparazioni e le modifiche che durarono fino all'estate, la Wisconsin fu pronta per salpare verso il Sud America.
Nel corso delle settimane che seguirono, la corazzata visitò diverse città tra cui Valparaíso in Cile dal 1º al 6 novembre, Callao nel Perù dal 9 al 13 novembre, Balboa a Panama dal 16 al 20 novembre ed infine La Guaira in Venezuela dal 22 al 26 novembre, per poi ritornare a Norfolk il 2 dicembre 1946.
La Wisconsin trascorse quasi tutto il 1947 come nave da addestramento, portando i riservisti navali su crociere della durata di due settimane durante tutto l'anno. In questi viaggi che iniziarono a Bayonne nel New Jersey, visitarono la baia di Guantánamo a Cuba e la Zona del Canale di Panama. Mentre si trovava in mare aperto, la nave eseguì diverse esercitazioni prima che la crociera finisse da dove era partita, ovvero a Bayonne. Tra giugno e luglio 1947, la Wisconsin fece diversi viaggi per portare i cadetti della United States Naval Academy verso l'Europa settentrionale.
A gennaio 1948 la Wisconsin fece rapporto alla Atlantic Reserve Fleet di Norfolk per l'inattivazione. La nave fu messa fuori servizio come riserva il 1º luglio dello stesso anno.

### Guerra di Corea

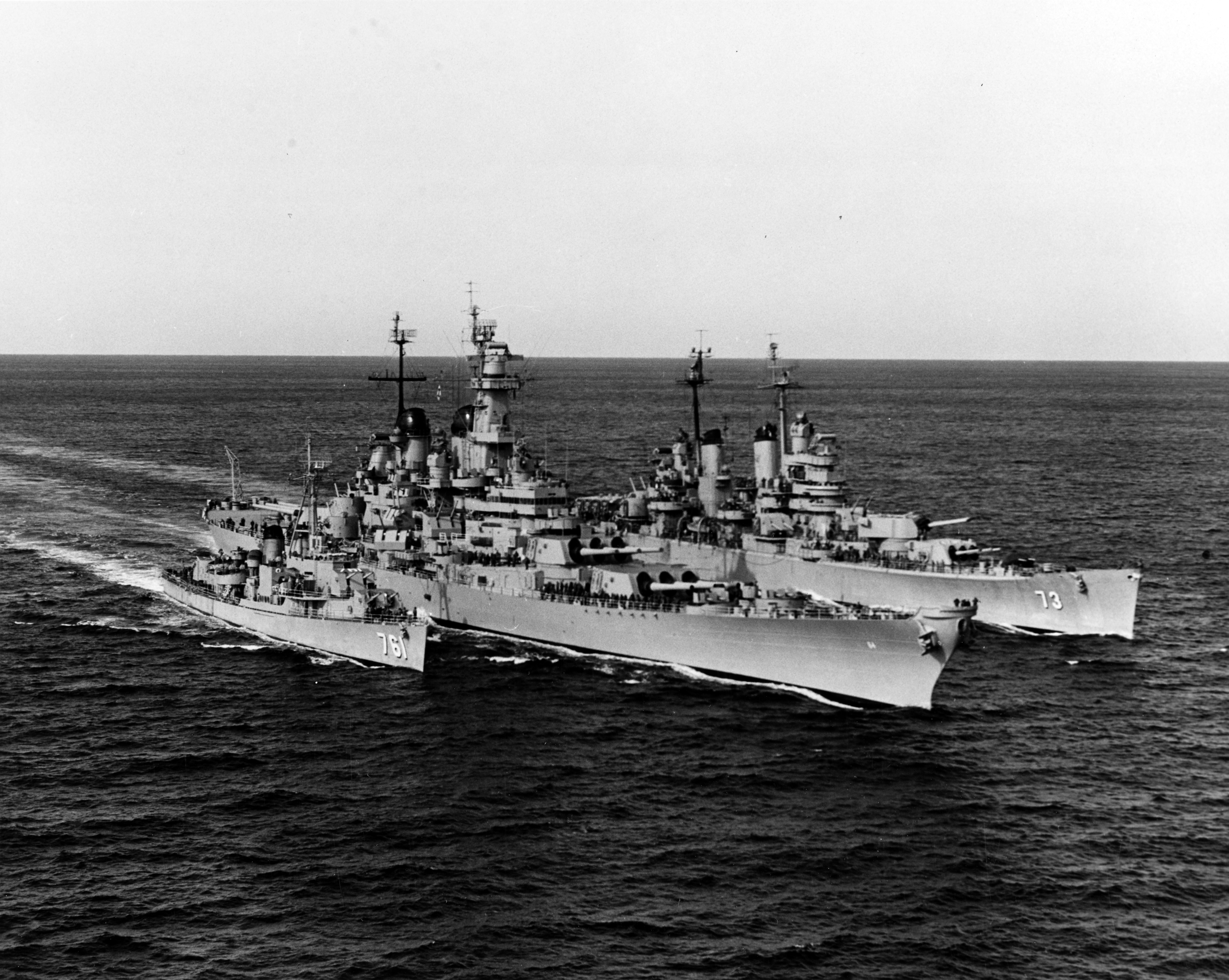
La Buck (a sinistra), la Wisconsin (al centro) e la Saint Paul (a destra) in formazione serrata durante le operazioni al largo della costa coreana nel 1952.

La sua permanenza come nave inattiva fu abbastanza breve con lo scoppio della guerra di Corea, la quale vide invadere la Corea del Sud da parte dell'esercito della Corea del Nord comunista verso la fine di giugno 1950. La Wisconsin fu rimessa in servizio il 3 marzo 1951 con al comando il capitano Thomas Burrowes. Dopo aver eseguito lo shakedown di routine, la rinnovata corazzata condusse due addestramenti per i cadetti, mentre gli ufficiali furono portati in diverse località tra cui: Edimburgo in Scozia, Lisbona in Portogallo, Halifax nella Nuova Scozia, New York e nella baia di Guantánamo prima di fare ritorno a Norfolk. Mentre stava lasciando New York, la Wisconsin accidentalmente si arenò su una piana tidale al porto di New York, il 23 agosto 1951 riuscì a liberarsi senza subir danni alla nave.
La Wisconsin partì da Norfolk il 25 ottobre 1951, in rotta verso il Pacifico. Attraversò il canale di Panama il 29 ottobre, raggiunse Yokosuka in Giappone il 21 novembre. Una volta arrivata, sostituì la New Jersey come nave ammiraglia capitanata dal viceammiraglio H. M. Martin della United States Seventh Fleet.

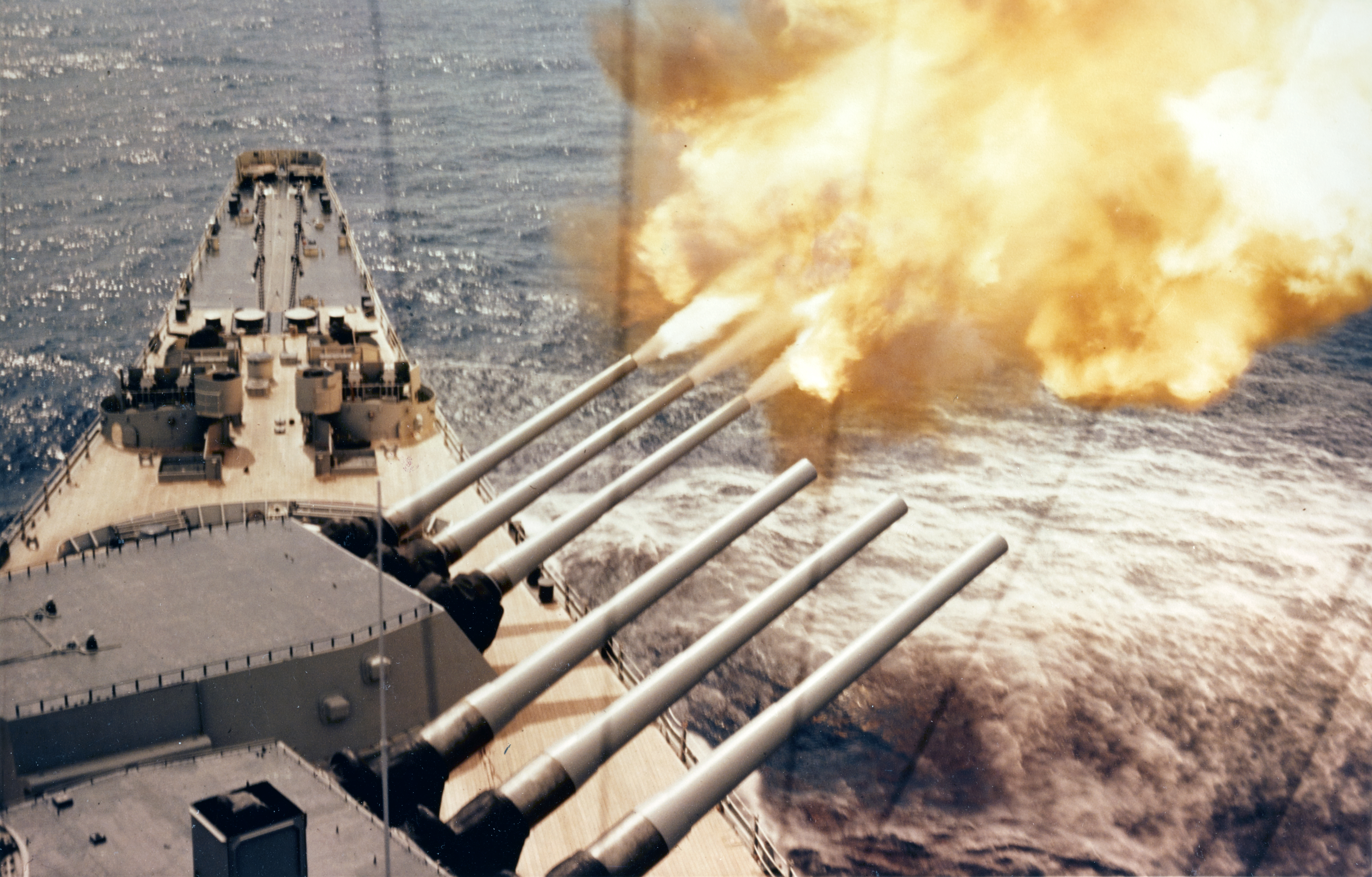
La Wisconsin mentre fa fuoco sugli obbiettivi nordcoreani durante la guerra di Corea.

Il 26 novembre la Wisconsin con a bordo anche il contrammiraglio F.P. Denebrink, partì da Yokosuka verso la Corea per supportare le operazioni militari condotte dalle portaerei della TF-77. Lasciò l'unità delle portaerei il 2 dicembre, insieme al cacciatorpediniere Wiltsie per fornire supporto alla Corea del Sud nell'area di Kasong-Kosong, provincia di Kangwon. Dopo lo sbarco del contrammiraglio Denebrink avvenuto il 3 dicembre a Gangneung, la corazzata riprese posizione sul fronte, fornendo fuoco di supporto alla 1st Marine Division. Il bombardamento della Wisconsin distrusse un carro armato, due postazioni di artiglieria e un edificio. Continuò con il fuoco di supporto sia per la 1st Marine Division che per la 1st ROK Corps fino al 6 dicembre, raccolse inoltre anche diverse informazioni sui bunker nemici, sulle postazioni di artiglieria e sul morale delle truppe avversarie. In un'occasione, la corazzata ricevette una richiesta di supporto da parte della 1st ROK Corps, sparò tre proiettili illuminanti per scovare la posizione dei nordcoreani mentre stavano facendo un assalto, le vittime furono molto pesanti nello schieramento nemico.
Il 6 dicembre la Wisconsin si ritirò dal fuoco di copertura, dopo essersi scambiata con l'incrociatore pesante Saint Paul che prese il suo posto. L'11 dicembre ritornò nuovamente al fronte, nella zona di Kasong-Kosong insieme al cacciatorpediniere Twining. Il giorno successivo, l'elicottero del contrammiraglio H. R. Thurber si imbarcò sul Wisconsin, Thurber era anche il comandante della Battleship Division 2, durante il suo viaggio in ricognizione nell'Estremo Oriente.
La Wisconsin continuò a fornire fuoco di copertura, bombardando i bunker nemici, i posti di comando, le postazioni di artiglieria e le trincee fino al 14 dicembre. Lasciò la linea di fuoco in quel giorno per fornire supporto nella zona di Kojo, bombardando gli obbiettivi costieri in aiuto alle truppe delle Nazioni Unite. Nello stesso giorno, la Wisconsin ritornò nella zona di Kasong-Kosong. Il 15 dicembre, Thurber sbarcò con l'elicottero. Il giorno seguente, la Wisconsin lasciò le acque coreane per dirigersi verso la base navale di Sasebo in modo da riarmarsi.
Il 18 dicembre, durante il tragitto per rientrare al fronte, la Wisconsin imbarcò il senatore statunitense Homer Ferguson del Michigan. Quel giorno, la corazzata supportò l'invasione della 11th ROK con un fuoco di illuminazione notturno che permise alle truppe sudcoreane di respingere un assalto nordcoreano. Il 19 dicembre, la nave trasferì il senatore Ferguson sulla portaerei Valley Forge tramite un elicottero.
Il 20 dicembre, la Wisconsin partecipò ad un bombardamento aereo coordinato su Wŏnsan per eliminare gli obiettivi selezionati in quell'area. La nave durante il pomeriggio spostò i bombardamenti verso l'estremità occidentale del porto di Wŏnsan, colpendo con i suoi cannoni calibro 5 da 127 mm, alcune barche e piccole imbarcazioni ormeggiate nel canale e aiutò inoltre a prevenire i tentativi di assalto nemico alle isole adiacenti. La Wisconsin fece una perlustrazione navale a nord, facendo fuoco a qualsiasi imbarcazione sospetta. Successivamente, ha fornito supporto da fuoco alle truppe delle Nazioni Unite che operavano al fronte fino al 22 dicembre, per poi ricongiungersi con la Task Force.
Il 28 dicembre, Francis Joseph Spellman, un cardinale statunitense durante la sua visita in Corea nel periodo natalizio, salì a bordo della Wisconsin con un elicottero per celebrare la Messa per l'equipaggio di religione cristiana. La prima città che visitò il cardinale dopo aver lasciato la nave fu Pohang. Nella notte di San Silvestro del 1951, la Wisconsin si trovava a Yokosuka.
L'8 gennaio 1952, la Wisconsin lasciò il porto di Yokosuka per ritornare sulle acque coreane. Arrivò a Pusan il 9 gennaio mentre il giorno seguente ospitò il presidente sudcoreano Syngman Rhee e sua moglie. La coppia ricevette le onorificenze militari quando salirono a bordo della Wisconsin, Rhee ricambiò gli onori assegnando al viceammiraglio statunitense Martin una medaglia al valor militare.
La Wisconsin ritornò al fronte l'11 gennaio e nei giorni a seguire fornì supporto di fuoco per la 1st Marine Division e la 1st ROK Corps. Come in precedenza, gli obbiettivi principali furono postazioni di comando, rifugi, bunker, truppe nemiche e le postazioni dei mortai. Inoltre fu pronta a fornire ulteriore supporto di fuoco se necessario per sfoltire le linee nemiche, di fatto il 14 gennaio su richiesta della ROK 1st Corps la Wisconsin bombardò l'area.
Dopo essersi riarmata ancora una volta a Sasebo, si unì alla Task Force 77 al largo delle coste coreane e riprese il fuoco di supporto al fronte il 23 gennaio. Tre giorni più tardi, si spostò nuovamente nella regione di Kojo per partecipare ad un attacco aereo e terrestre coordinato. Durante lo stesso giorno, la corazzata bombardò il posto di comando e il centro di comunicazione della 15th North Korean Division durante gli attacchi di supporto alla 1st Marine Division.
Ritornando a Wŏnsan verso la fine di gennaio, la Wisconsin bombardò le postazioni nemiche a Hodo Pando prima del riarmo a Sasebo. La corazzata si ricongiunse alla Task Force 77 il 2 febbraio 1952, il giorno successivo distrusse diverse stazioni ferroviarie e cantieri di smistamento a Hodo Pando e Kojo. Pochi giorni dopo il rifornimento a Yokosuka, la Wisconsin ritornò nell'area di Kosong per riprendere il fuoco di supporto. In quel periodo, la corazzata distrusse alcuni ponti ferroviari e un piccolo cantiere navale.
Il 26 febbraio, la Wisconsin arrivò a Pusan, dove il vice ammiraglio Shon, capo delle operazioni navali della ROK; l'ambasciatore degli Stati Uniti J.J. Muccio e il contrammiraglio Scott-Montcrief della Royal Navy nonché comandante della Task Group 95.12 salirono a bordo della nave. Il giorno seguente, la Wisconsin partì dal porto sudcoreano per poi raggiungere Yokosuka il 2 marzo, la settimana successiva invece raggiunse Sasebo per i soliti rifornimenti per poi prepararsi a ritornare nelle acque coreane.
Il 15 marzo, la Wisconsin arrivò a Sŏngjin per bombardare il convoglio ferroviario nemico. Durante la mattina di quel giorno, distrusse un treno rimasto intrappolato fuori da un tunnel distrutto che stava trasportando dei soldati. Durante il pomeriggio di quel giorno, la corazzata ricevette per la prima volta nella sua storia un colpo diretto che danneggiò lievemente lo scudo protettivo da 40 mm del tribordo, uno dei quattro proiettili furono sparati da una batteria d'artiglieria nordcoreana da 152 mm.; nonostante il danno subito non fu particolarmente grave, tre uomini rimasero feriti. La Wisconsin successivamente distrusse la batteria con una salva da 406 mm prima di continuare la sua missione. Dopo aver nuovamente supportato la 1st Marine Division con i suoi fucili pesanti, il 19 marzo la corazzata ritornò in Giappone.
Il 1 aprile 1952, la Wisconsin fu sostituita dalla nave gemella Iowa come nave ammiraglia della Seventh Fleet, la corazzata lasciò Yokosuka per fare ritorno negli Stati Uniti. Il 4 e 5 aprile, durante il viaggio di ritorno passò vicino Guam, dove prese parte al test di successo del più grande bacino di carenaggio galleggiante della Marina statunitense, questo bacino fu il primo in assoluto ad ospitare una corazzata della classe Iowa. Continuò il suo viaggio di ritorno in patria attraversando Pearl Harbor per poi raggiungere Long Beach in California il 19 aprile per poi proseguire verso Norfolk.

### Post-guerra di Corea

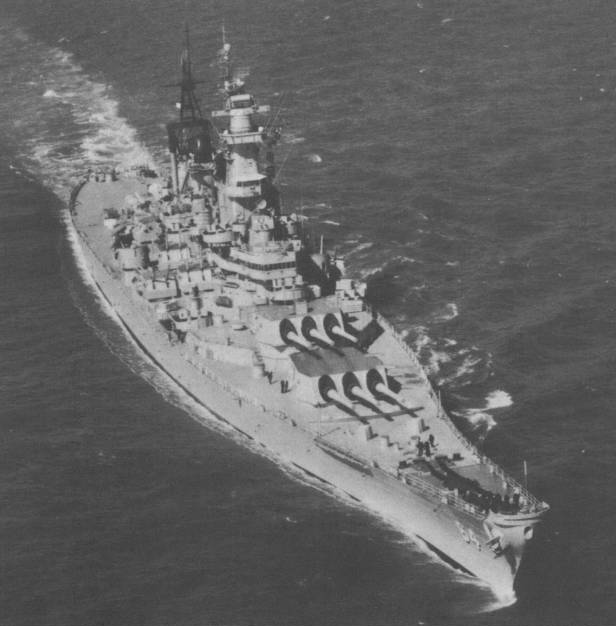
La Wisconsin al largo di Norfolk durante gli anni 1950.

Il 9 giugno 1952 la Wisconsin continuò a prestare il suo servizio come nave scuola, portando gli allievi marinai a fare delle esercitazioni a Greenock in Scozia, Brest in Francia e nella baia di Guantánamo, per poi fare ritorno a Norfolk. Il 25 agosto lasciò Hampton Roads per partecipare all'esercitazione NATO nota come Operazione Mainbrace che ebbe luogo a Greenock. Dopo essere ritornata a Norfolk, la Wisconsin fu rinnovata al cantiere navale. La nave rimase nella United States Fleet Forces Command per tutto il 1952 e il 1953, durante le sue esercitazioni addestrò diversi allievi marinai. Dopo aver trascorso un mese di manutenzione ordinaria, la Wisconsin lasciò Norfolk il 9 settembre 1953 per dirigersi verso l'Estremo Oriente.
Navigando attraverso il canale di Panama in rotta verso il Giappone, il 12 ottobre 1953, la Wisconsin sostituì la New Jersey come nave ammiraglia della Seventh Fleet. Nei mesi a seguire, la Wisconsin visitò i porti giapponesi di Kōbe, Sasebo, Yokosuka, Otaru e Nagasaki. Passò il Natale ad Hong Kong per poi essere sollevata dai compiti di nave ammiraglia il 1º aprile 1954; poco dopo fece ritorno negli Stati Uniti, raggiunse Norfolk il 4 maggio 1954, attraversando Long Beach e il canale di Panama.
L'11 giugno, la Wisconsin entrò nel Norfolk Naval Shipyard, per poter effettuare una breve revisione mentre il 12 luglio partì per addestrare alcuni allievi marinai. Dopo aver rivisitato Greenock, Brest e la baia di Guantánamo, la corazzata fece ritorno al Norfolk Naval Shipyard per la manutenzione. Poco dopo la Wisconsin partecipò ad alcune esercitazioni della Atlantic Fleet come nave ammiraglia della Second Fleet. Partendo da Norfolk a gennaio 1955, la Wisconsin prese parte all'Operazione Springboard, durante la quale visitò Port-au-Prince. Dopo il ritorno a Norfolk, la corazzata condusse un altro viaggio di formazione per gli allievi marinai, visitò Edimburgo, Copenaghen e la baia di Guantánamo prima del rientro negli Stati Uniti.
Al completamento di un'importante ristrutturazione presso il New York Naval Shipyard, la Wisconsin si diresse a sud per gli addestramenti di aggiornamento nel mare Caraibico, per poi prendere parte ad un'altra esercitazione. Durante il viaggio di formazione, la corazzata visitò nuovamente Port-au-Prince ma raggiunse anche Tampico in Messico e Cartagena in Colombia. L'ultimo giorno di marzo 1955 ritornò a Norfolk per le operazioni locali. Il 19 ottobre 1955 mentre si trovava nell'East River nel porto di New York, la nave accidentalmente si arenò, in circa un'ora riuscì a liberarsi senza subire danni particolarmente gravi.

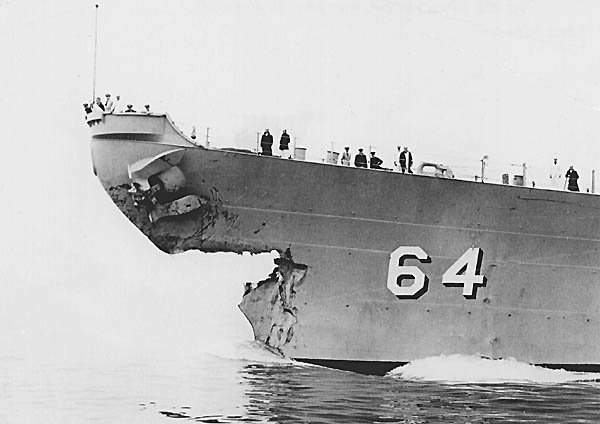
I danni alla prua della Wisconsin causati dalla collisione con lEaton il 6 maggio 1956.

Durante aprile e maggio 1956, la Wisconsin fu impiegata al largo dei Capi Virginia. Il 6 maggio 1956, la corazzata si scontrò con il cacciatorpediniere Eaton a causa di una nebbia fitta; la Wisconsin entrò a Norfolk con ingenti danni alla prua, la settimana successiva entrò nel bacino di carenaggio della città. Un nuovo esperimento velocizzò in maniera significativa le sue riparazioni, permettendo alla nave di effettuare il suo viaggio di formazione ai cadetti programmata d'estate. Una sezione della prua della Kentucky, la gemella mai completata della Wisconsin, fu trasportata da Newport News Shipbuilding nella cittadina di Newport News, attraverso la Hampton Roads direttamente al Norfolk Naval Shipyard. Gli operai del cantiere impiegarono 16 giorni per completare le riparazioni della prua della Wisconsin, lavorando giorno e notte. Il 28 giugno 1956 la nave era pronta per salpare.

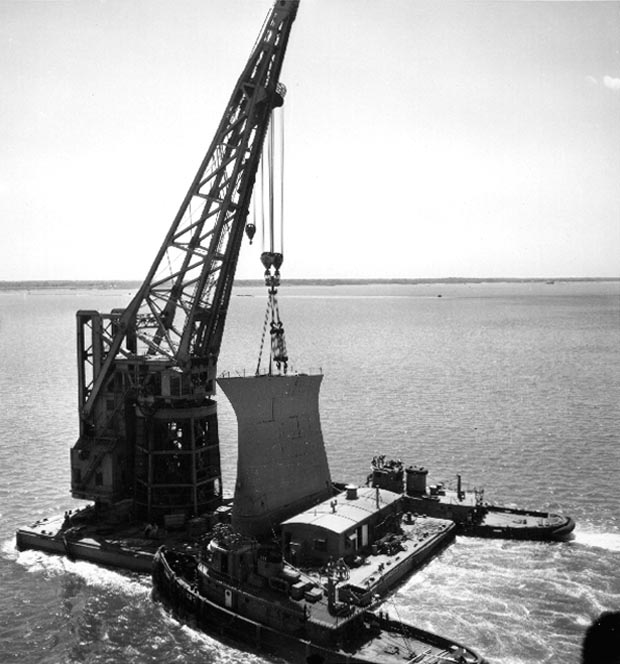
La prua del Kentucky fu trasportata in una sezione, su una chiatta, per riparare la Wisconsin.

La Wisconsin riprese l'addestramento alle guardiamarine il 9 luglio 1956. In autunno dello stesso anno, la Wisconsin partecipò alle esercitazioni della Atlantic Fleet al largo delle isole Caroline, ritornò al porto l'8 novembre 1956. Una volta entrata nel Norfolk Naval Shipyard la settimana successiva, la corazzata fece diverse riparazioni fino al 2 gennaio 1957. Dopo le operazioni al largo della Virginia avvenute rispettivamente dal 3 al 4 gennaio e dal 9 al 11 gennaio 1957, la Wisconsin lasciò Norfolk il 16 gennaio per unirsi alla Fleet Training Group stanziata alla base navale di Guantánamo. Durante le esercitazioni di bombardamento costiero e altre esercitazioni tenute al largo dell'isola di Culebra a Porto Rico, dal 2 al 4 febbraio, la Wisconsin servì come nave ammiraglia capitanata dall'ammiraglio Henry Crommelin. Salpando per Norfolk al termine del periodo di addestramento, la corazzata giunse nell'omonima cittadina il 7 febbraio per riprendere alcune operazioni locali al largo di Norfolk. Il 27 marzo 1957, la nave salpò per il Mediterraneo, raggiunse la Gibilterra il 6 aprile, nello stesso giorno si incontrò con la TF-60 nel Mar Egeo prima di fare rapporto alla Turchia per l'esercitazione NATO nota come Red Pivot.
La corazzata una volta partita dalla baia di Morfou il 14 aprile 1957, giunse a Napoli quattro giorni dopo per condurre alcune esercitazioni nel Mediterraneo orientale. Nel corso di questi addestramenti, la Wisconsin salvò un pilota e un marinaio che sopravvissero allo schianto di un aereo della portaerei Forrestal. La corazzata raggiunse Valencia il 10 maggio 1957, tre giorni più tardi intrattenne importanti funzionari civili e militari della città.
Dopo essere partita da Valencia il 17 maggio, la Wisconsin raggiunse Norfolk il 27 maggio 1957. Durante il rimpatrio, la corazzata fu chiamata ad affondare un Boeing KC-97 Stratofreighter, che era stato abbandonato nell'Atlantico il 9 maggio a seguito di un guasto al doppio motore, a sud-est delle Azzorre, il velivolo rimase a galla per 10 giorni.

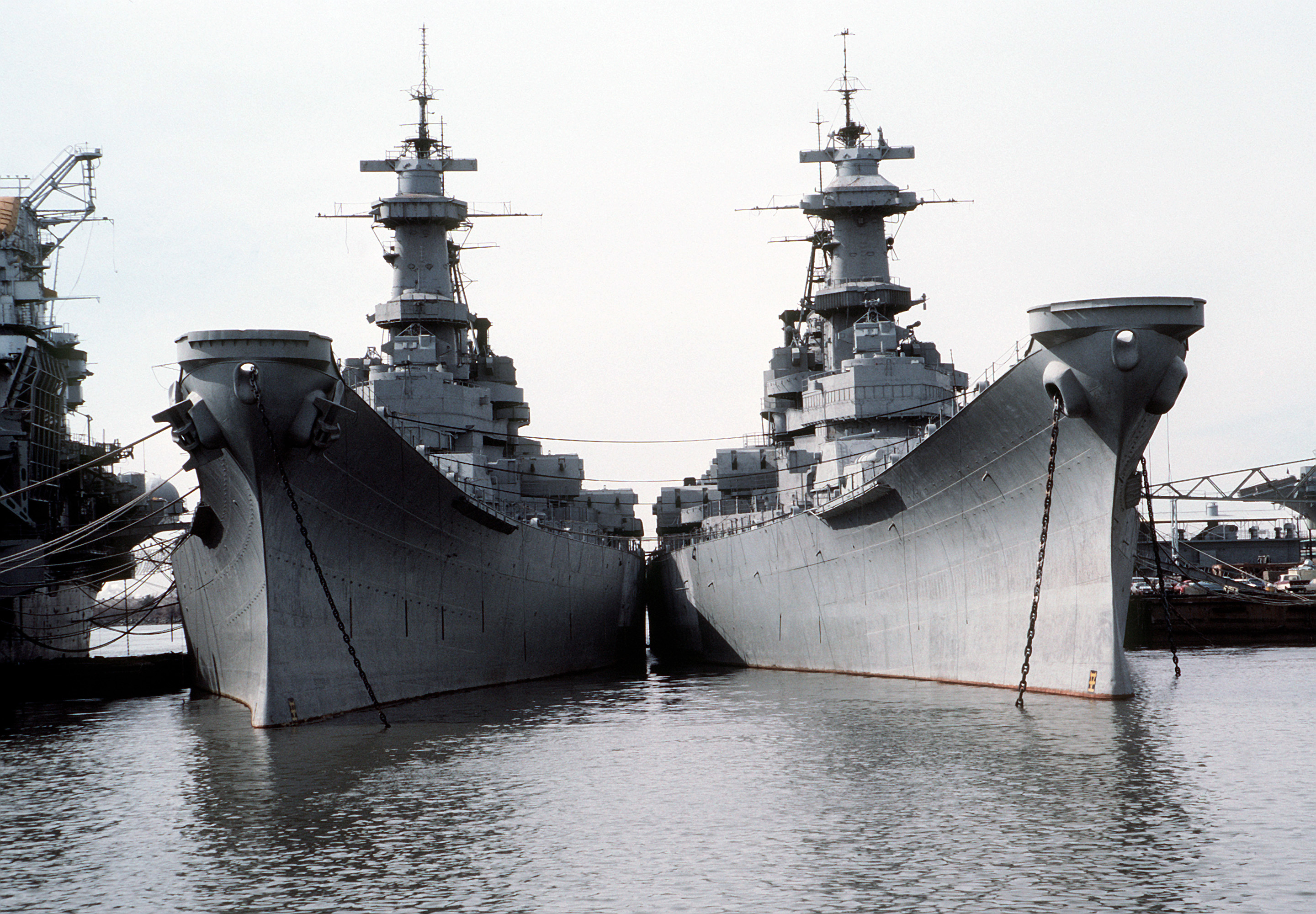
Vista di prua delle corrazzate Iowa (a destra) e Wisconsin (a sinistra) ormeggiate all'Philadelphia Naval Shipyard nel 1982.

Il 27 maggio il contrammiraglio L.S. Parks sostituì il contrammiraglio Crommelin come comandante della BatDiv 2. Partita da Norfolk il 19 giugno, nelle settimane successive la nave condusse un viaggio d'addestramento attraverso il canale di Panama fino alle acque sudamericane, per raggiungere Valparaíso il 3 luglio. Otto giorni dopo, la corazzata si diresse nuovamente verso il canale di Panama e l'Atlantico.
Dopo le esercitazioni nella baia di Guantánamo e al largo di Culebra, la Wisconsin raggiunse Norfolk il 5 agosto per condurre alcune operazioni locali che durarono fino a settembre. Inoltre ha poi partecipato alle esercitazioni della NATO, svolte nel Nord Atlantico fino alle Isole britanniche.
Gli ultimi giorni della Wisconsin come unità attiva della flotta erano ormai contati, si preparò a fare il suo ultimo viaggio d'addestramento. Il 4 novembre 1957 lasciò Norfolk con un gruppo numeroso di ospiti importanti a bordo. Raggiunta New York il 6 novembre, la corazzata fece sbarcare i suoi ospiti, mentre l'8 novembre fu diretta a Bayonne nel New Jersey per effettuare una revisione pre-inattivazione. Fu posta fuori servizio a Bayonne l'8 marzo 1958, si unì alla flotta di riserva della United States Navy (meglio conosciuta come "Mothball Fleet"), lasciò quindi la Marina senza una corazzata attiva per la prima volta dal 1895. In seguito la Wisconsin fu portata al Philadelphia Naval Shipyard, dove rimase con la gemella Iowa fino agli anni 1980. Mentre era ormeggiata al Philadelphia Naval Yard, un incendio elettrico danneggiò gravemente la nave, dopo le dovute riparazioni, la corazzata fu poi riattivata negli anni 1980.

### Riattivazione

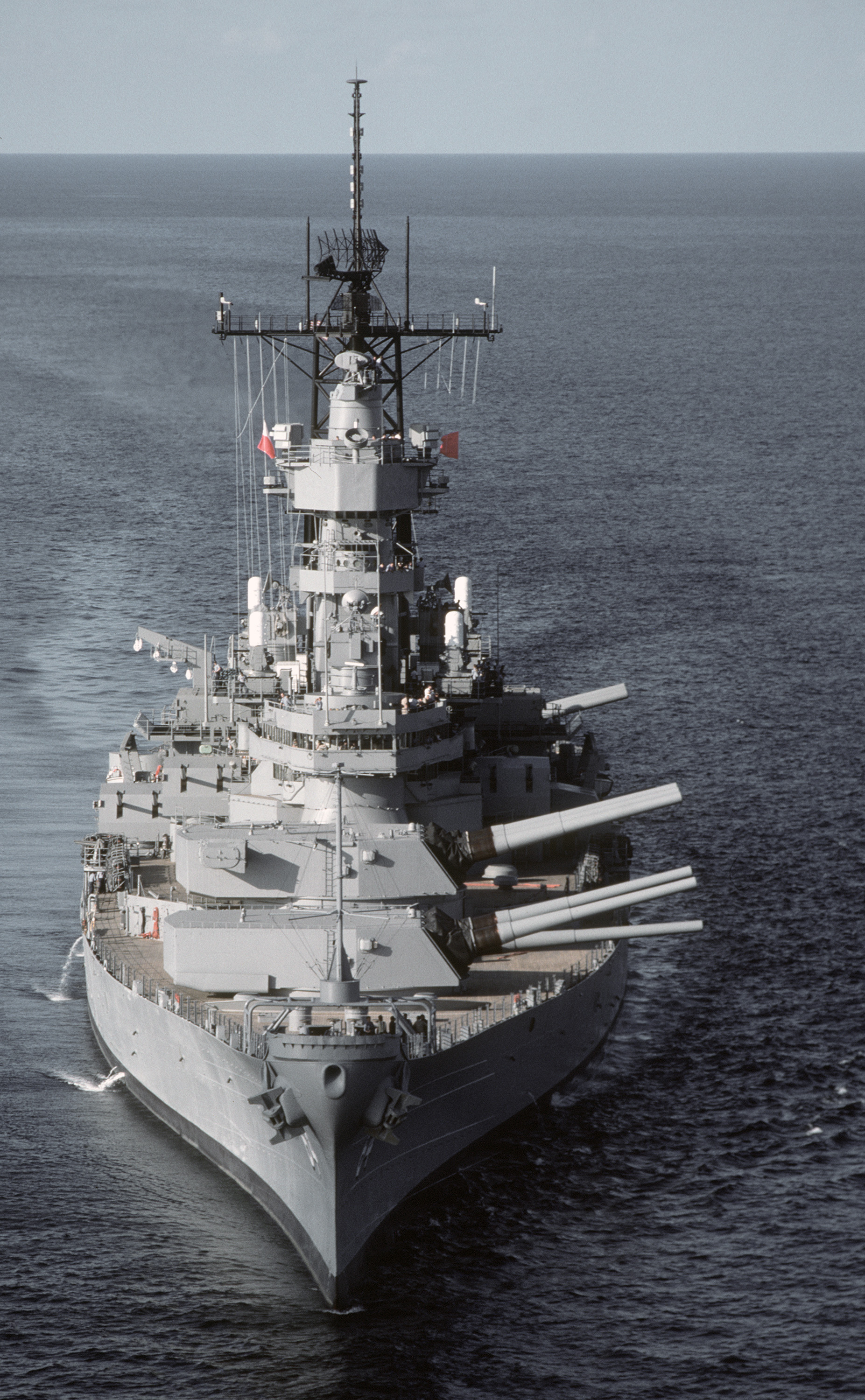
La Wisconsin mentre si prepara a fare fuoco con i suoi cannoni da 406 mm, poco dopo il suo ammodernamento.

Il presidente Ronald Reagan e il segretario della Marina John Lehman durante il programma di riattivazione al servizio negli anni 1980, anche la Wisconsin fu riattivata il 1º agosto 1986, dopo aver definito l'equipaggio, la corazzata si spostò al Avondale Shipyard di New Orleans, per avviare i lavori per la rimessa in servizio. La nave fu poi trasportata dall'Avondale Shipyard fino all'Ingalls Shipbuilding a Pascagoula in Mississippi il 2 gennaio 1987 per ricevere gli aggiornamenti ai sistemi d'armamento e per il suo ammodernamento. Durante la fase di ammodernamento, alla Wisconsin gli furono rimossi tutti i cannoni antiaerei Oerlikon da 20 mm e Bofors da 40 mm, a causa della loro inefficacia contro gli aerei da caccia e missili antinave nemici più moderni; inoltre anche i due affusti da 127 mm posizionati rispettivamente a babordo e a tribordo furono rimossi.

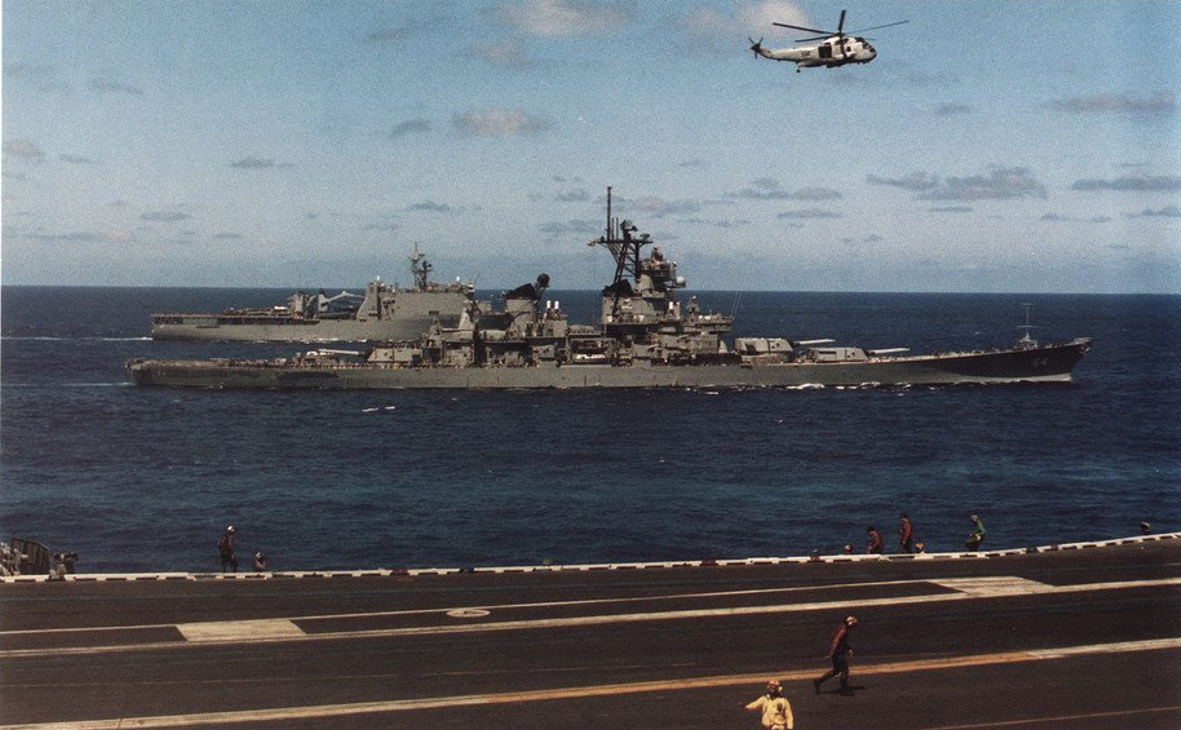
La Wisconsin a fianco della Saratoga durante un'esercitazione nel Mediterraneo tra il 1990 e il 1991.

Nei mesi a seguire, la nave fu aggiornata con armi più avanzate disponibili all'epoca. Tra i nuovi sistemi di armamento installati c'erano: quattro MK 141 che utilizzano il Vertical Launching System abbinati a 16 missili antinave RGM-84 Harpoon, otto supporti per 32 missili BGM-109 Tomahawk ed infine quattro Phalanx CIWS da 20 mm, essenzialmente erano delle Gatling che servivano a difendersi dai missili antinave e dagli aerei nemici. La Wisconsin disponeva anche di otto droni RQ-2 Pioneer, che sostituivano gli elicotteri precedentemente utilizzati per indirizzare i suoi nove cannoni da 406 mm. Tra le modifiche effettuate durante l'ammodernamento vi sono anche degli aggiornamenti al sistema radar e al sistema di puntamento per i suoi cannoni e missili, inoltre sono state migliorate anche le contromisure elettroniche. Dopo il riarmo, la Wisconsin fu formalmente rimessa in servizio il 22 ottobre 1988 a Pascagoula in Mississippi, con al comando il capitano Jerry Blesch. La corazzata fu assegnata all'United States Atlantic Fleet, si spostò poi alla Naval Station Norfolk in Virginia, dove divenne il punto focale del suo gruppo d'azione, la SAG (Surface Action Group) ovvero un'gruppo da battaglia di una portaerei.
La Wisconsin trascorse la prima parte del 1989 a condurre esercitazioni nell'oceano Atlantico e al largo delle coste di Porto Rico, prima di fare ritorno all'Philadelphia Naval Shipyard per effettuare lo shakedown che durò il resto dell'anno. A metà 1990, la corazzata partecipò ad un'esercitazione di flotta.

### Guerra del Golfo

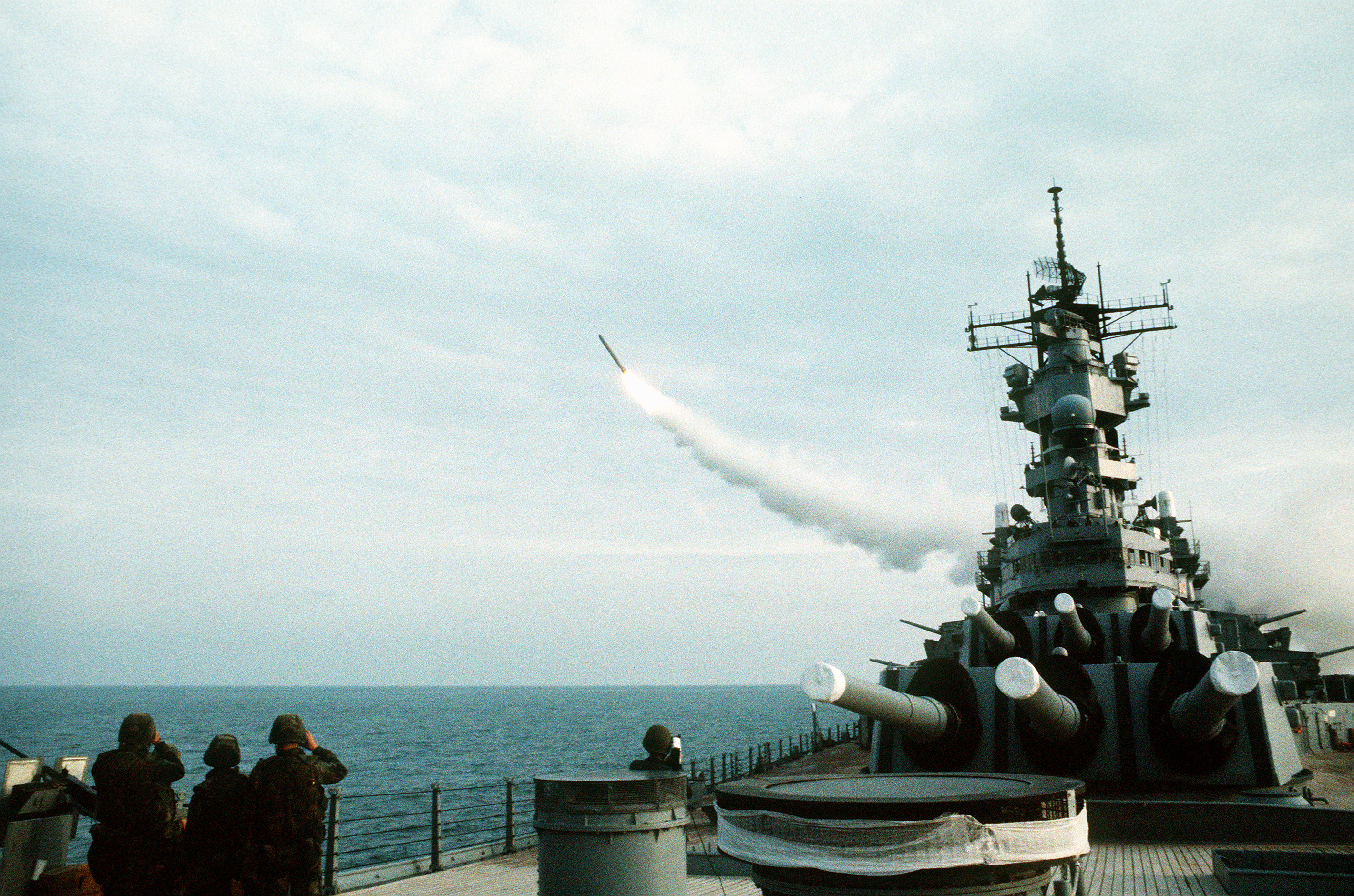
La Wisconsin mentre lancia un missile BGM-109 Tomahawk contro un obiettivo militare in Iraq durante l'operazione Desert Storm.

Il 2 agosto 1990, l'Iraq invase il Kuwait. Verso la metà del mese, il presidente George H. W. Bush in linea con la dottrina Carter, inviò il primo di diverse centinaia di migliaia di soldati, supportati da una forte flotta navale, nell'Arabia Saudita e nell'area del Golfo Persico per sostenere una forza multinazionale in una situazione di stallo con il dittatore iracheno Saddam Hussein. Il 7 agosto, alla Wisconsin e al suo gruppo gli fu incaricato di schierarsi in difesa del Kuwait per l'operazione Desert Shield, arrivarono nel Golfo Persico il 23 agosto. Il 15 gennaio 1991, l'operazione Desert Shield ebbe inizio, la Wisconsin si trovò a servire a fianco della sorella Missouri, come aveva già fatto in Corea 40 anni prima. Entrambe le due corazzate, lanciarono attacchi missilistici contro l'Iraq; erano inoltre tra le prime navi a sparare i missili durante la guerra del Golfo nel 1991. La Wisconsin fu la nave di comando per gli attacchi missilistici Tomahawk nell'area del Golfo, dirigendo la sequenza di lanci che segnò l'apertura dell'operazione Desert Storm, furono effettuati 24 attacchi missilistici durante i primi due giorni della campagna. La Wisconsin assunse anche la responsabilità per la coordinazione locale della lotta antinave della Northern Persian Gulf Surface Action Group.

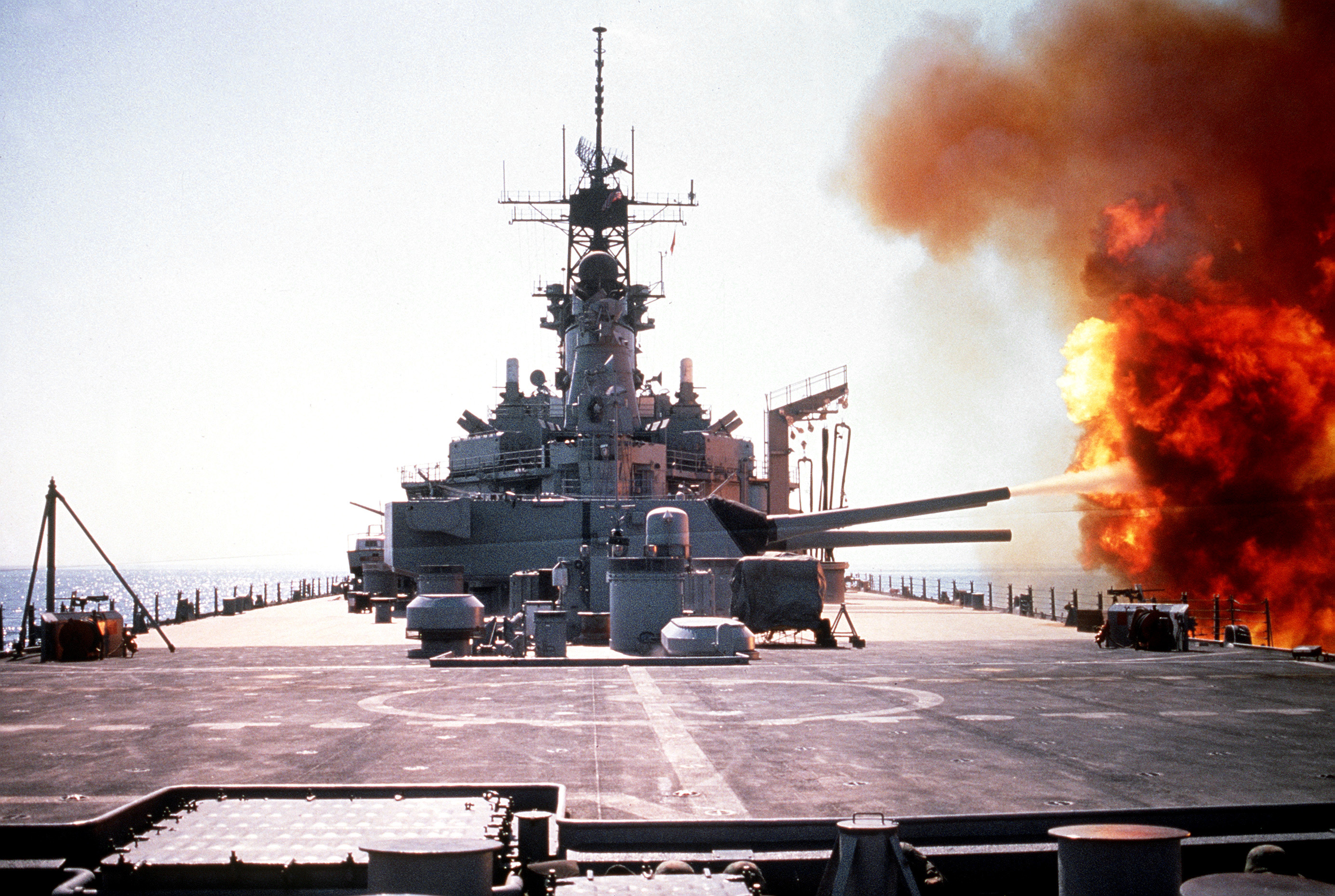
La Wisconsin mentre fa fuoco con i suoi cannoni sulle posizioni irachene nel Kuwait occupato da quest'ultimi durante la guerra del Golfo.

La Wisconsin e la Nicholas sostituirono la Missouri il 6 febbraio dal fronte, per poi rispondere alla loro prima richiesta di fuoco di supporto a marzo 1952. La corazzata inviò 11 colpi da una distanza di 31 km, per distruggere una batteria di artiglieria irachena nel sud del Kuwait, la richiesta di fuoco proveniva da un OV-10 Bronco della United States Marine Corps. Utilizzando un RQ-2 Pioneer UAV come ricognitore, il 7 febbraio la Wisconsin colpì un complesso di comunicazione iracheno. I suoi cannoni principali puntavano 24 colpi sui siti di artiglieria, sugli impianti missilistici e sui siti di guerra elettronica iracheni lungo la costa. Quella sera, prese di mira le postazioni navali sparando circa 50 colpi, il quale danneggiarono gravemente e affondarono 15 barche irachene, distrussero inoltre diversi moli nel porto turistico di Khawr al-Mufattah. In risposta alle chiamate per il fuoco di supporto, da parte delle forze statunitensi e della coalizione internazionale, la batteria principale della Wisconsin fu nuovamente utilizzata il 9 febbraio, per distruggere i bunker e le postazioni di artiglieria, inoltre ci furono dei bombardamenti tra le linee irachene vicino a Khafji, dopo che gli iracheni furono cacciati dalla città grazie ai mezzi blindati del Qatar e degli Emirati Arabi. Il 21 febbraio, uno dei UAV della Wisconsin avvistò diversi camion mentre stavano rifornendo un posto di comando iracheno; la corazzata appena avvistati i camion di rifornimento, fece subito fuoco sul luogo, danneggiò pesantemente 10 edifici del posto di comando. La Wisconsin e la Missouri si alternarono sulla linea di fuoco, usando i propri cannoni per radere al suolo gli obiettivi nemici e sfoltire le difese lungo la costa del Kuwait per un possibile assalto anfibio.

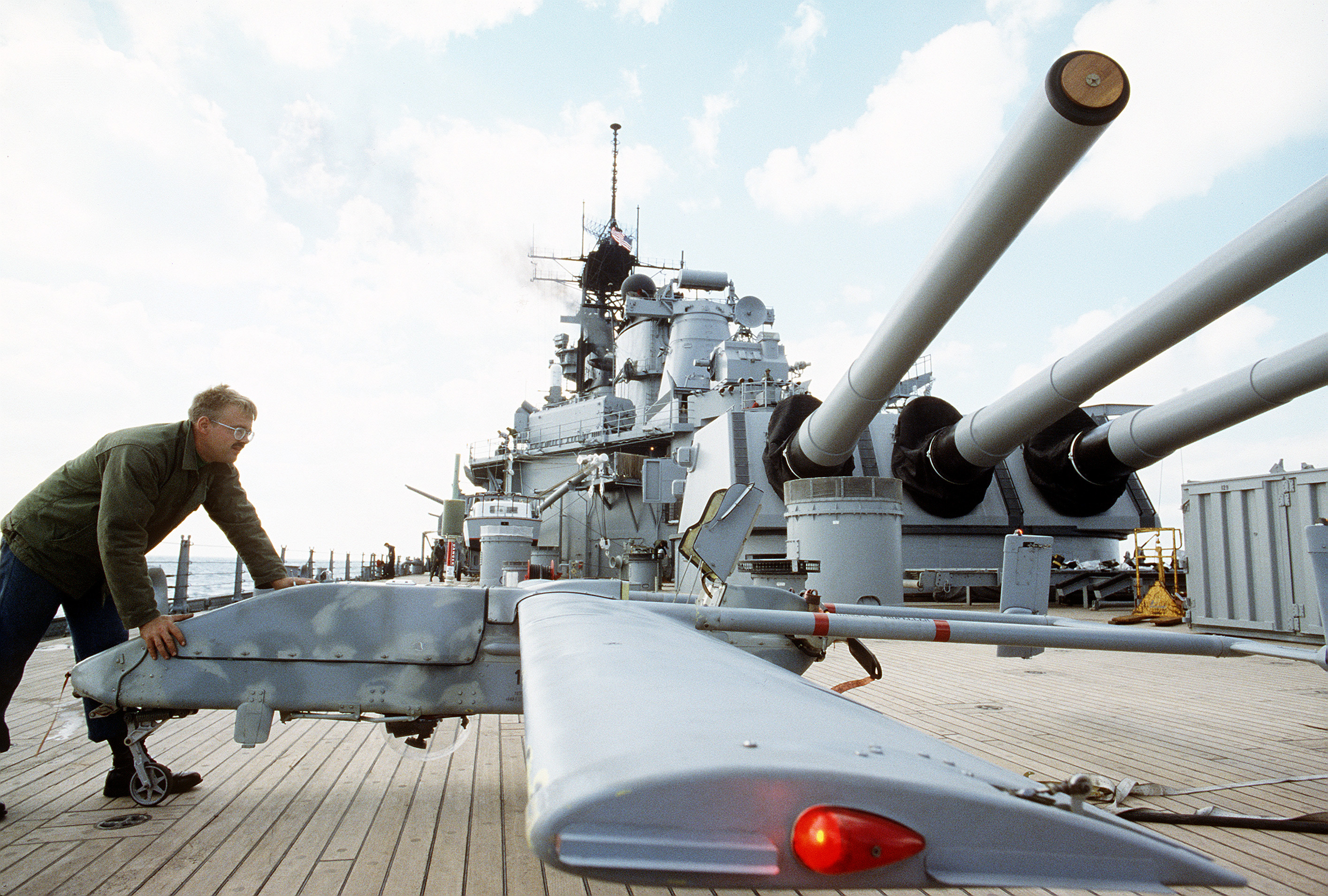
Un tecnico mentre sposta un Pioneer RPV sul ponte della Wisconsin.

Durante la notte del 23 febbraio, la Missouri e la Wisconsin puntarono i loro cannoni sull'isola di Failaka nel Kuwait per sostenere l'offensiva terrestre della coalizione guidata dagli Stati Uniti per liberare il Kuwait dalle forze di occupazione irachene. Le due corazzate dovevano creare un diversivo così da far smuovere le unità irachene schierate lungo le coste dell'isola di Failaka, nel frattempo le forze della coalizione si stavano preparando a lanciare un'invasione anfibia sull'isola. Come già pianificato in questo attacco, le due navi bombardarono le posizioni difensive irachene sull'isola, per facilitarne lo sbarco. Poco dopo che la Missouri completò il bombardamento sull'isola di Failaka, la Wisconsin mentre era ancora all'orizzonte (e quindi fuori dal campo visivo delle forze irachene) inviò il suo RQ-2 Pioneer per individuare gli obiettivi da colpire. Mentre il drone della Wisconsin si avvicinava a Failaka, al pilota del drone fu ordinato di far volare basso il velivolo sulle posizioni irachene in modo che i soldati sapessero di esser stati presi di mira da una corazzata, una seconda volta così da far abbassare il morale dei soldati. Le truppe terrestri irachene udirono il caratteristico ronzio del RQ-2 e dopo aver assistito agli effetti del bombardamento della Missouri sulla loro trincea, decisero di arrendersi sventolando delle bandiere bianche improvvisate, un'azione doverosamente annotata a bordo della Wisconsin. Divertiti da questo sviluppo improvviso, gli uomini assegnati all'equipaggio del drone chiamarono il comandante della Wisconsin, David S. Bill III e gli chiesero: "Signore, vogliono arrendersi, cosa dobbiamo fare con loro?" Questa resa divenne uno dei momenti più ricordati della guerra del Golfo, fu inoltre anche la prima resa di truppe nemiche ad un velivolo senza equipaggio controllato da una nave. Il drone della Wisconsin effettuò anche diverse missioni di ricognizione nel Kuwait occupato prima dell'offensiva terrestre della coalizione.
Il giorno successivo, la nave rispose a due chiamate di fuoco di supporto per le truppe della coalizione, per respingere le truppe irachene barricate in due bunker. Dopo aver assistito agli effetti del bombardamento della Wisconsin contro le posizioni irachene, un esultante comandante della marina saudita commentò via radio, "Vorrei che avessimo anche noi una corazzata nella nostra marina".
Sia la Wisconsin che la Missouri utilizzarono più di un milione di libbre di ordigni sugli obiettivi iracheni durante la guerra, il presidente George H. W. Bush pose fine al conflitto il 28 febbraio 1991. Con un'ultima salva dei suoi cannoni, la Wisconsin sparò l'ultimo colpo durante un fuoco di supporto, fu quindi l'ultima corazzata nella storia del mondo a vedere l'azione. La Wisconsin rimase nel Golfo Persico fino all'entrata in vigore del cessate il fuoco, ritornò in patria il 28 marzo 1991. Durante gli otto mesi trascorsi nel Golfo Persico, la corazzata aveva fatto volare il drone per 348 ore, furono registrati 661 atterraggi sicuri da parte degli elicotteri, navigò per 85,000 km, sparò 319 proiettili da 406 mm, 881 da 127 mm e 5,200 con la mitragliatrice Phalanx CIWS da 20mm, lanciarono inoltre 24 missili Tomahawk. Dal momento che tutte e quattro le corazzate rimanenti furono dismesse e colpite dopo la guerra del Golfo, ciò significa che esso fu l'ultimo conflitto bellico in cui vide le corazzate partecipare in maniera attiva ad una guerra.

## Nave museo

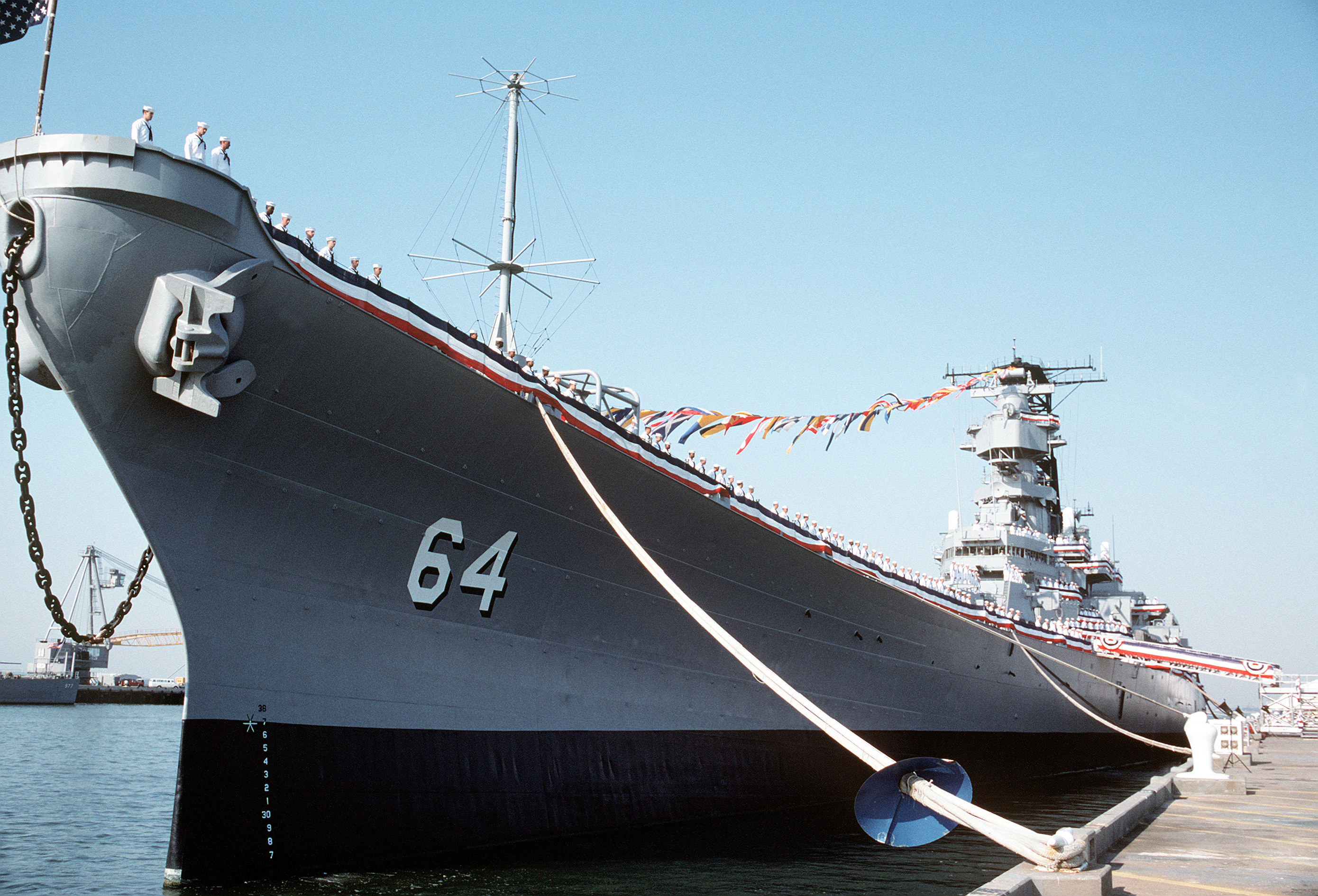
I membri dell'equipaggio mentre presidiano i fianchi della Wisconsin, durante la cerimonia di disarmo.

Con la dissoluzione dell'Unione Sovietica nei primi anni 1990 e l'assenza di una minaccia percepita per gli Stati Uniti, ci furono dei tagli drastici nel bilancio della difesa statunitense. I costi elevati per la manutenzione e la gestione delle corazzate come parte attiva della United States Navy divenne antieconomico; di conseguenza, la Wisconsin fu dismessa il 30 settembre 1991 dopo 14 anni di servizio attivo, si unì alla Reserve Fleet presso il Philadelphia Naval Shipyard. È stata cancellata dal Naval Vessel Register il 12 gennaio 1995, successivamente il 15 ottobre 1996, fu trasferita al Norfolk Naval Shipyard, mentre il 12 febbraio 1998 è stata reinserita nel Naval Vessel Register. Il 7 dicembre 2000, la corazzata fu trainata da Portsmouth in Virginia e ormeggiata adiacente alla Nauticus a Norfolk. Il 16 aprile 2001, i ponti della nave furono aperti al pubblico dall'Hampton Roads Naval Museum, un museo della U.S. Navy incaricato dell'interpretazione e della visita pubblica della Wisconsin. La corazzata era ancora di proprietà della Marina statunitense ed era considerata parte integrate della Reserve Fleet.

La USS Wisconsin mentre attracca a Norfolk in Virginia.

La Wisconsin fu indicata (insieme alla Iowa) come una delle due corazzate della US Navy da mantenere nella Reserve Fleet in conformità con il National Defense Authorization Act stipulato nel 1996, come nave da bombardamento costiero. Tuttavia, la Wisconsin aveva all'epoca più di 60 anni, avrebbe richiesto un notevole ammodernamento per ritornare alla flotta dal momento che la maggior parte della sua tecnologia risaliva alla seconda guerra mondiale, i missili e l'equipaggiamento per la guerra elettronica aggiunti durante il suo ammodernamento del 1988–89, erano oramai obsoleti. Inoltre, il costo dell'ammodernamento delle corazzate era stimato a circa 500 milioni di dollari per la riattivazione e 1,5 miliardi di dollari per un programma di ammodernamento completo.

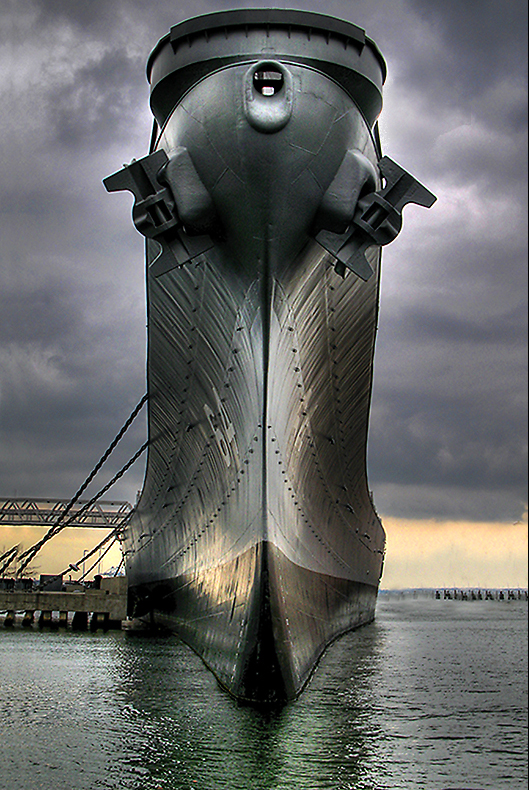
La USS Wisconsin ormeggiata a Norfolk nel 2007.

Il 17 marzo 2006, il Segretario della marina statunitense esercitando la propria autorità fece cancellare dal Naval Vessel Register la Wisconsin e l'Iowa, entrambe le corrazzate furono donate per l'uso di nave-musei; tuttavia il Congresso Statunitense rimase "profondamente preoccupato" per la perdita del supporto navale a terra, inoltre ha osservato che "gli sforzi della marina per migliorare, invece di sostituire, queste capacità furono altamente problematiche". Secondo le conformità del National Defense Authorization Act del 2006 richiede che le corazzate siano mantenute e conservate in uno stato di prontezza se mai dovessero essere necessarie utilizzarle nuovamente. Il Congresso ordinò che fossero attuate le seguenti misure preventive per garantire che la Wisconsin potesse essere restituita al servizio attivo se necessario:
1. Non deve essere alterata in alcun modo che possa compromettere la sua utilità militare.
2. La corazzata deve essere preservata nelle sue condizioni attuali attraverso l'utilizzo continuo di protezioni catodiche, sistemi di deumidificazione e qualsiasi altro metodo di conservazione se necessario.
3. I pezzi di ricambio e le attrezzature uniche, come i cannoni da 406 mm e i suoi proiettili, devono essere conservati in numero sufficiente per la Wisconsin, se riattivata.
4. La US Navy deve preparare i piani per la rapida riattivazione della Wisconsin in caso di emergenza nazionale.[29]

Queste condizioni rispecchiano da vicino le tre condizioni originali che il Nation Defense Authorization Act del 1996 stabilì per il mantenimento della Wisconsin mentre si trovava nella Reserve Fleet. Queste condizioni difficilmente impedirebbero alla Wisconsin di diventare una nave-museo ormeggiata permanentemente a Norfolk.

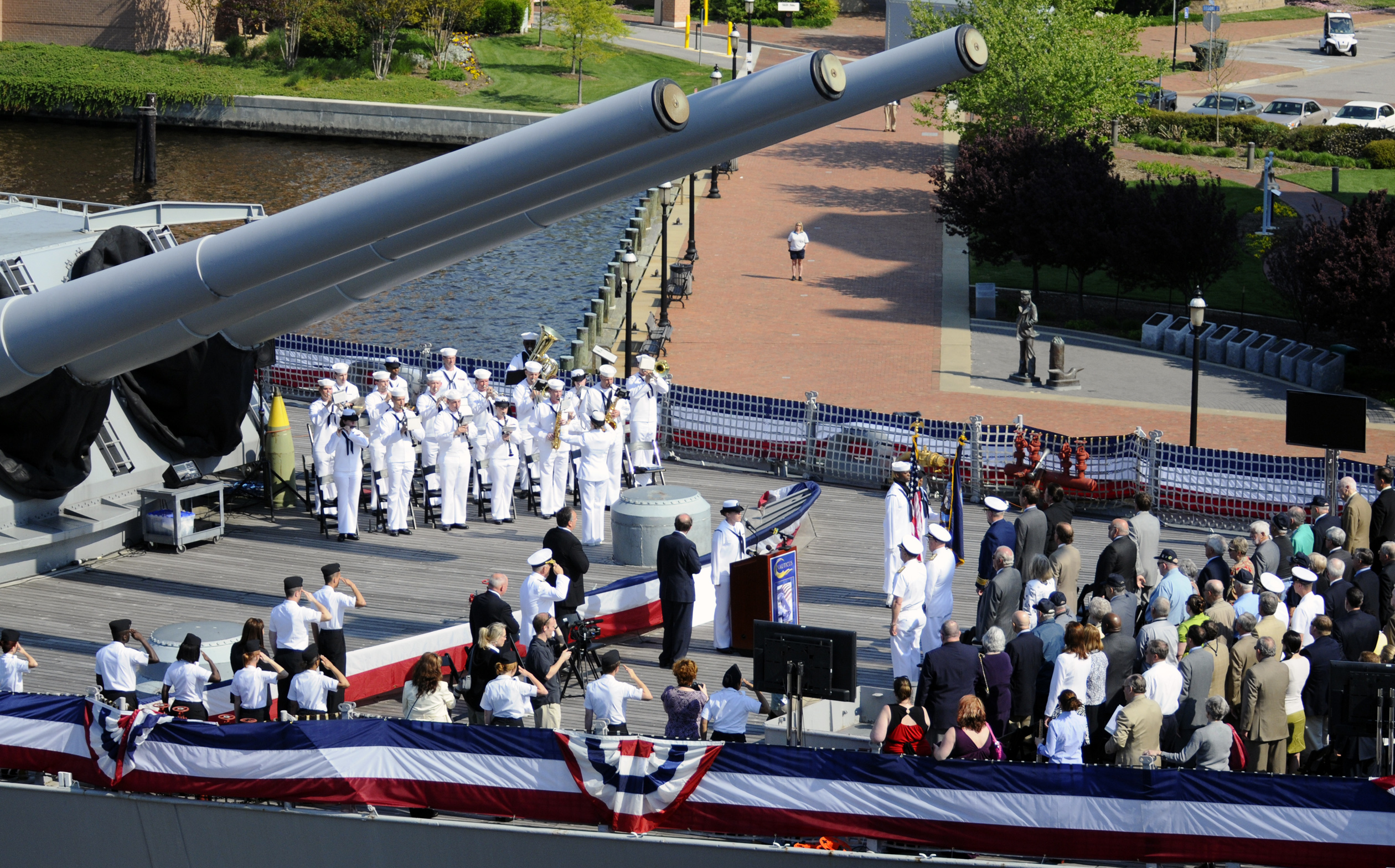
Alcuni ospiti alla cerimonia di trasferimento della Wisconsin dalla U.S. Navy alla città di Norfolk il 16 aprile 2010.

Il 14 dicembre 2009, la US Navy trasferì la Wisconsin nella città portuale di Norfolk, ponendo fine all'obbligo di conservare la corazzata per un eventuale richiamo in servizio attivo. La US Navy aveva pagato alla città di Norfolk rispettivamente 2,8 milioni di dollari tra il 2000 e il 2009 per sostenere il mantenimento della nave. Una cerimonia formale per il trasferimento della nave alla città di Norfolk ebbe luogo il 16 aprile 2010. La Wisconsin fu inserita nel National Register of Historic Places il 28 marzo 2012.

## Riconoscimenti
Alla Wisconsin furono conferite cinque battle stars al merito per il servizio svolto nella seconda guerra mondiale e una per la guerra di Corea. La nave ricevette anche la Combat Action Ribbon e la Navy Unit Commendation per le azioni compiute nella guerra di Corea e nell'operazione Desert Storm nel 1991. Ebbe più di una dozzina di riconoscimenti per la seconda guerra mondiale, la guerra di Corea e per le operazioni Desert Shield e Desert Storm.